# Unsterbliche Partie

Die Unsterbliche Partie: Anderssen (Weiß) - Kieseritzky (Schwarz)

Die sogenannte Unsterbliche Partie ist eine der berühmtesten der Schachgeschichte – und wahrscheinlich sogar die bekannteste Schachpartie überhaupt. Sie wurde am 21. Juni 1851 als freie Partie zwischen den Schachmeistern Adolf Anderssen und Lionel Kieseritzky im Londoner Café Simpson’s am Boulevard „The Strand“ ausgetragen.
Im Verlauf der Partie opferte der Anziehende Anderssen einen Läufer und beide Türme. Schließlich soll er auch die Dame geopfert und mit den ihm verbliebenen drei Leichtfiguren matt gesetzt haben; ob die Partie tatsächlich so zu Ende geführt wurde oder schon vorher durch Aufgabe beendet wurde, ist allerdings unklar.
Die Partie beschäftigt seit ihrer ersten Publikation im Jahr 1851 Schachanalytiker auf der ganzen Welt und wurde zum Gegenstand zahlreicher und umfangreicher Analysen.

## Ursprung und Verbreitung

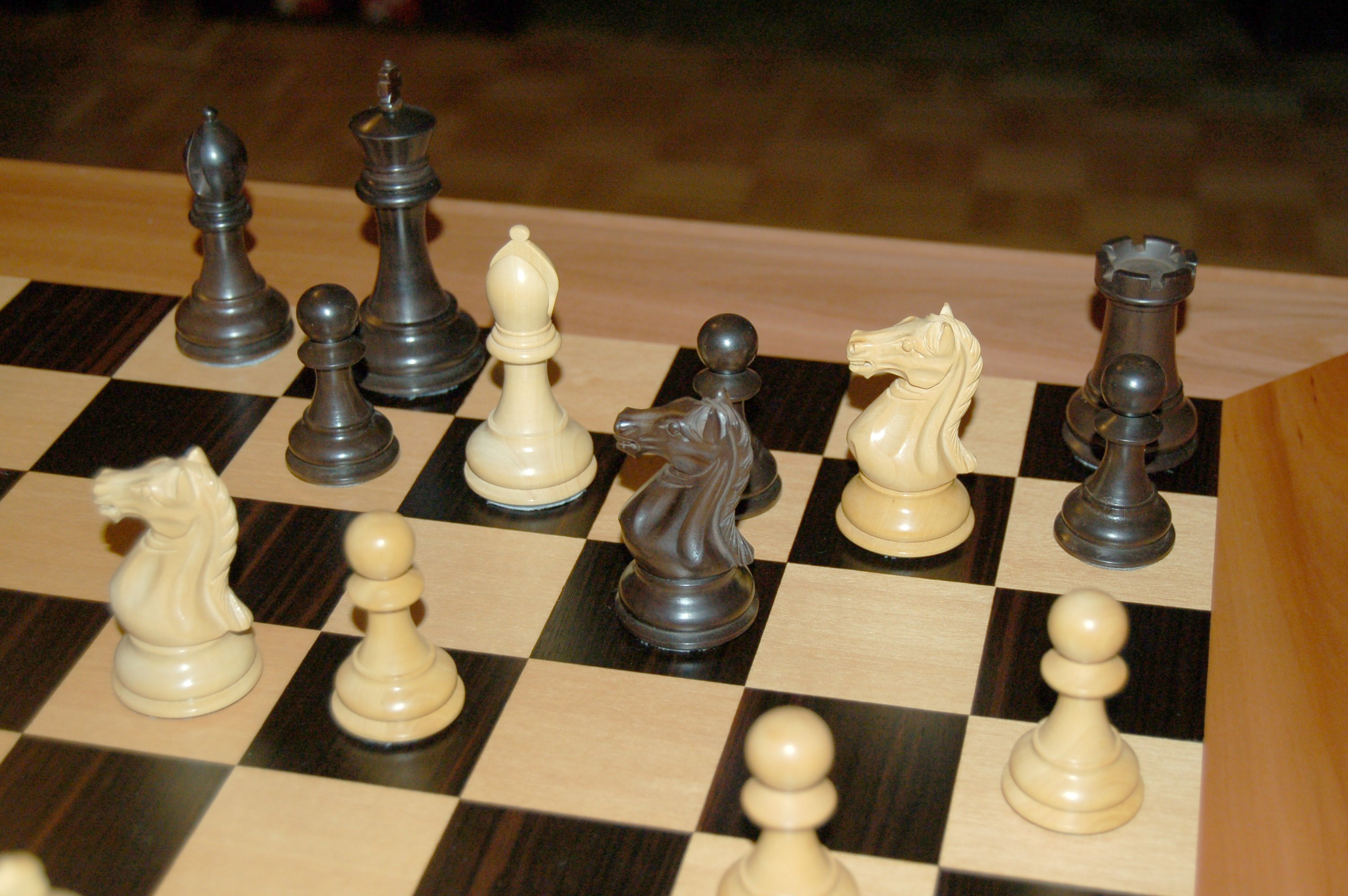
Blick auf die Mattstellung der Unsterblichen Partie

Ort des Geschehens war das Simpson's-in-the-Strand, das führende Schachlokal der britischen Hauptstadt. Beide Gegner waren zuvor während des ersten internationalen Schachturniers, des Turniers zu London 1851, aufeinandergetroffen, das vor dem Hintergrund der Londoner Weltausstellung stattfand. Der spätere Turniersieger Anderssen hatte in der ersten Runde seinen in Paris lebenden und aus dem Baltikum stammenden Kontrahenten mit 2,5 zu 0,5 aus dem Turnier geworfen. Anschließend spielten beide im Simpson noch mehrere freie Partien (hier gewann Kieseritzky mit 10 zu 6). Die nachfolgende Partie ist eine dieser Partien.
Sie gefiel Kieseritzky so gut, dass er sie im Juli 1851 in seiner Schachzeitschrift La Régence veröffentlichte. Seine Notation endete nach 20. Ke2. Im gleichen Monat publizierten Bernhard Horwitz und Josef Kling die Partie in dem Londoner Organ The Chess Player, gaben die Züge allerdings bis zum (möglichen) Matt an. Diese Version fand 1852 Eingang in die zweite Auflage des Handbuch des Schachspiels. Im August 1855 analysierte Conrad Bayer die Partie in der Wiener Schachzeitung unter der Überschrift „Eine unsterbliche Partie“. Diese Bezeichnung wurde schließlich in viele andere Sprachen übernommen (englisch Immortal game).
Laut Kling und Horwitz wurde die Partie abweichend von den modernen Spielregeln mit den schwarzen Figuren eröffnet. Anderssen und Kieseritzky zogen demnach 1. e7–e5 e2–e4 2. f7–f5 usw. In dem parallel stattfindenden Londoner Turnier wurde die Hälfte der Partien mit Schwarz eröffnet. Für die beschreibende englische Notation ergibt dies keinen Unterschied.
Die Partie und ihre Mattkombination wurde oft reproduziert, beispielsweise in dem Science-Fiction-Film Blade Runner.